# League Cup 2011/12
Der League Cup 2011/12 war die 52. Austragung des Turniers; The Carling Cup, oder League Cup. Das Turnier begann mit 92 Vereinen.
Der Wettbewerb startete am 29. Juli 2011 mit der Vorrunde und endete mit dem Finale im Wembley-Stadion in London am 25. Januar 2012. Der Sieger des Wettbewerbes wurde FC Liverpool.

## Vorrunde
Der Sieger aus dem letzten Jahr Birmingham City, der in der Championship teilnimmt und eigentlich in der Ersten Runde spielen soll, wird erst an der dritten Runde teilnehmen, deswegen müssen die neuen Mitglieder der Football League AFC Wimbledon und Crawley Town gegeneinander spielen. Zum ersten Mal seit Saison 2002/03 wird eine Vorrunde stattfinden.
|              | Ergebnis |               | Zuschauer |
| ------------ | -------- | ------------- | --------- |
| Crawley Town | 3:2      | AFC Wimbledon | 3.204     |

## Erste Runde
Die Auslosung für die erste Runde fand am 16. Juni 2011 statt. Der FC Burnley und Hull City waren die einzigen Teams aus der Football League, die erst in der zweiten Runde ins Turnier einstiegen, da sie die zwei bestplatzierten Teams der letzten Saison waren. Die anderen 70 Teams der Football League mussten bereits in der ersten Runde antreten.
|                        | Ergebnis        |                      | Zuschauer |
| ---------------------- | --------------- | -------------------- | --------- |
| Hartlepool United      | 1:1 (3:4 i. E.) | Sheffield United     | 2.774     |
| AFC Rochdale           | 3:2 n. V.       | FC Chesterfield      | 1.718     |
| Port Vale              | 2:4             | Huddersfield Town    | 3.014     |
| Rotherham United       | 1:4             | Leicester City       | 3.717     |
| Hull City              | 0:2             | Macclesfield Town    | 4.826     |
| Leeds United           | 3:2             | Bradford City        | 17.667    |
| Doncaster Rovers       | 3:0             | Tranmere Rovers      | 4.339     |
| FC Walsall             | 0:3             | FC Middlesbrough     | 3.564     |
| FC Barnsley            | 0:2             | FC Morecambe         | 4.331     |
| Accrington Stanley     | 0:2             | Scunthorpe United    | 1.356     |
| Derby County           | 2:3             | Shrewsbury Town      | 7.073     |
| Oldham Athletic        | 1:1 (2:4 i. E.) | Carlisle United      | 1.786     |
| FC Bury                | 3:1             | Coventry City        | 2.997     |
| FC Burnley             | 6:3 n. V.       | Burton Albion        | 4.069     |
| Preston North End      | 3:2             | Crewe Alexandra      | 5.445     |
| Nottingham Forest      | 3:3 (4:3 i. E.) | Notts County         | 21.605    |
| Brighton & Hove Albion | 1:0             | FC Gillingham        | 16.295    |
| AFC Bournemouth        | 5:0             | Dagenham & Redbridge | 3.681     |
| Ipswich Town           | 1:2             | Northampton Town     | 9.401     |
| Cheltenham Town        | 1:4             | Milton Keynes Dons   | 1.625     |
| Plymouth Argyle        | 0:1             | FC Millwall          | 4.781     |
| FC Southampton         | 4:1             | Torquay United       | 6.541     |
| FC Portsmouth          | 0:1             | FC Barnet            | 4.464     |
| FC Stevenage           | 3:4 n. V.       | Peterborough United  | 2.414     |
| Southend United        | 1:1 (3:4 i. E.) | Leyton Orient        | 4.847     |
| Wycombe Wanderers      | 3:3 (5:4 i. E.) | Colchester United    | 1.430     |
| Hereford United        | 1:0             | FC Brentford         | 1.767     |
| Exeter City            | 2:0             | Yeovil Town          | 3.856     |
| Oxford United          | 1:3 n. V.       | Cardiff City         | 5.435     |
| Sheffield Wednesday    | 0:0 (4:2 i. E.) | FC Blackpool         | 5.240     |
| Crystal Palace         | 2:0             | Crawley Town         | 8.901     |
| Bristol Rovers         | 1:1 (4:2 i. E.) | FC Watford           | 4.432     |
| Charlton Athletic      | 2:1             | FC Reading           | 6.668     |
| Bristol City           | 0:1             | Swindon Town         | 7.708     |
| West Ham United        | 1:2             | Aldershot Town       | 19.789    |

## Zweite Runde
In der zweiten Runde stiegen die zwölf Premier-League-Vereine ein, die sich in der letzten Saison nicht für einen europäischen Wettbewerb qualifizieren konnten.
|                        | Ergebnis  |                         | Zuschauer |
| ---------------------- | --------- | ----------------------- | --------- |
| FC Millwall            | 2:0       | FC Morecambe            | 3.443     |
| FC Bury                | 2:4       | Leicester City          | 3.779     |
| AFC Bournemouth        | 1:4       | West Bromwich Albion    | 6.911     |
| Aston Villa            | 2:0       | Hereford United         | 21.057    |
| Brighton & Hove Albion | 1:0 n. V. | AFC Sunderland          | 17.090    |
| Shrewsbury Town        | 3:1       | Swansea City            | 4.063     |
| Norwich City           | 0:4       | Milton Keynes Dons      | 13.009    |
| Northampton Town       | 0:4       | Wolverhampton Wanderers | 5.512     |
| Wycombe Wanderers      | 1:4       | Nottingham Forest       | 2.866     |
| FC Burnley             | 3:2 n. V. | FC Barnet               | 4.273     |
| Doncaster Rovers       | 1:2       | Leeds United            | 8.505     |
| Cardiff City           | 5:3 n. V. | Huddersfield Town       | 6.829     |
| Queens Park Rangers    | 0:2       | AFC Rochdale            | 4.755     |
| Peterborough United    | 0:2       | FC Middlesbrough        | 5.012     |
| Exeter City            | 1:3       | FC Liverpool            | 8.290     |
| Blackburn Rovers       | 3:1       | Sheffield Wednesday     | 8.607     |
| FC Everton             | 3:1       | Sheffield United        | 17.173    |
| Bolton Wanderers       | 2:1       | Macclesfield Town       | 6.777     |
| Scunthorpe United      | 1:2 n. V. | Newcastle United        | 4.408     |
| Aldershot Town         | 2:0       | Carlisle United         | 2.809     |
| Swindon Town           | 1:3       | FC Southampton          | 7.452     |
| Leyton Orient          | 3:2       | Bristol Rovers          | 1.881     |
| Charlton Athletic      | 0:2       | Preston North End       | 5.130     |
| Crystal Palace         | 2:1       | Wigan Athletic          | 7.649     |

## Dritte Runde
Ab der dritten Runde mussten auch die acht Vereine antreten, die sich für die laufende Saison für die europäischen Wettbewerbe qualifiziert hatten. Aldershot Town und Shrewsbury Town, aus der Football League Two, waren die Vereine aus der untersten Liga, die noch im Wettbewerb vertreten war.
|                         | Ergebnis        |                      | Zuschauer |
| ----------------------- | --------------- | -------------------- | --------- |
| Wolverhampton Wanderers | 5:0             | FC Millwall          | 7.749     |
| Aldershot Town          | 2:1             | AFC Rochdale         | 3.334     |
| FC Arsenal              | 3:1             | Shrewsbury Town      | 46.539    |
| FC Burnley              | 2:1             | Milton Keynes Dons   | 4.134     |
| Leeds United            | 0:3             | Manchester United    | 31.031    |
| Nottingham Forest       | 3:4 n. V.       | Newcastle United     | 10.208    |
| Aston Villa             | 0:2             | Bolton Wanderers     | 22.261    |
| Stoke City              | 0:0 (7:6 i. E.) | Tottenham Hotspur    | 15.023    |
| Blackburn Rovers        | 3:2             | Leyton Orient        | 7.104     |
| Crystal Palace          | 2:1             | FC Middlesbrough     | 5.448     |
| Cardiff City            | 2:2 (7:6 i. E.) | Leicester City       | 8.697     |
| FC Chelsea              | 0:0 (4:3 i. E.) | FC Fulham            | 37.632    |
| Brighton & Hove Albion  | 1:2             | FC Liverpool         | 21.897    |
| Manchester City         | 2:0             | Birmingham City      | 25.070    |
| FC Southampton          | 2:1             | Preston North End    | 7.414     |
| FC Everton              | 2:1 n. V.       | West Bromwich Albion | 17.647    |

## Achtelfinale
|                         | Ergebnis  |                   | Zuschauer |
| ----------------------- | --------- | ----------------- | --------- |
| Cardiff City            | 1:0       | FC Burnley        | 11.601    |
| FC Arsenal              | 2:1       | Bolton Wanderers  | 56.628    |
| Aldershot Town          | 0:3       | Manchester United | 7.044     |
| Crystal Palace          | 2:0       | FC Southampton    | 11.865    |
| Wolverhampton Wanderers | 2:5       | Manchester City   | 12.436    |
| Stoke City              | 1:2       | FC Liverpool      | 24.934    |
| Blackburn Rovers        | 4:3 n. V. | Newcastle United  | 10.682    |
| FC Everton              | 1:2 n. V. | FC Chelsea        | 23.170    |

## Viertelfinale
|                   | Ergebnis  |                  | Zuschauer |
| ----------------- | --------- | ---------------- | --------- |
| FC Chelsea        | 0:2       | FC Liverpool     | 40.511    |
| Cardiff City      | 2:0       | Blackburn Rovers | 19.436    |
| FC Arsenal        | 0:1       | Manchester City  | 60.028    |
| Manchester United | 1:2 n. V. | Crystal Palace   | 52.624    |

## Halbfinale
Die Halbfinal-Begegnungen fanden im Januar statt. Das Halbfinale war die erste und einzige Runde die mit Hin- und Rückspiel ausgetragen wurde.
|                 | Gesamt          |              | Hinspiel | Rückspiel |
| --------------- | --------------- | ------------ | -------- | --------- |
| Crystal Palace  | 1:1 (1:3 i. E.) | Cardiff City | 1:0      | 0:1 n. V. |
| Manchester City | 2:3             | FC Liverpool | 0:1      | 2:2       |

## Finale
| FC Liverpool                                              | FC Liverpool | Cardiff City | Cardiff City | Aufstellung                                 |
| --------------------------------------------------------- | --- | --- | ------------ | ------------------------------------------- |
| FC Liverpool                                              | \| 26. Februar 2012 um 16:00 Uhr in London (Wembley-Stadion) \| \| Ergebnis: 2:2 n. V. (1:0, 1:1), 3:2 i. E. \| \| Zuschauer: 89.041 \| \| Schiedsrichter: Mark Clattenburg \|                                                                                    | \| 26. Februar 2012 um 16:00 Uhr in London (Wembley-Stadion) \| \| Ergebnis: 2:2 n. V. (1:0, 1:1), 3:2 i. E. \| \| Zuschauer: 89.041 \| \| Schiedsrichter: Mark Clattenburg \|                                                                     | Cardiff City | Aufstellung FC Liverpool gegen Cardiff City |
| FC Liverpool                                              | José Manuel Reina – Glen Johnson, Martin Škrtel, Daniel Agger (86. Jamie Carragher), José Enrique – Steven Gerrard , Charlie Adam, Jordan Henderson (58. Craig Bellamy), Luis Suárez, Stewart Downing – Andy Carroll (103. Dirk Kuyt) Cheftrainer: Kenny Dalglish | Tom Heaton – Kevin McNaughton (106. Darcy Blake), Mark Hudson (99. Anthony Gerrard), Ben Turner, Andrew Taylor – Don Cowie, Peter Whittingham, Aron Gunnarsson, Joe Mason (91. Filip Kiss) – Kenny Miller – Rudy Gestede Cheftrainer: Malky Mackay | Cardiff City | Aufstellung FC Liverpool gegen Cardiff City |
| FC Liverpool                                              | 1:1 Martin Škrtel (60.) 2:1 Dirk Kuyt (108.) | 0:1 Joe Mason (19.) 2:2 Ben Turner (118.) | Cardiff City | Aufstellung FC Liverpool gegen Cardiff City |
| FC Liverpool                                              | Elfmeterschießen | | Cardiff City | Aufstellung FC Liverpool gegen Cardiff City |
| FC Liverpool                                              | Steven Gerrard Charlie Adam 1:1 Dirk Kuyt 2:1 Stewart Downing 3:2 Glen Johnson | Kenny Miller 0:1 Don Cowie Rudy Gestede 2:2 Peter Whittingham Anthony Gerrard | Cardiff City | Aufstellung FC Liverpool gegen Cardiff City |
| FC Liverpool                                              | Jordan Henderson (52.) | Filip Kiss (98.), Ben Turner (119.) | Cardiff City | Aufstellung FC Liverpool gegen Cardiff City |
| FC Liverpool                                              | Spieler des Spiels: Stewart Downing (FC Liverpool) | | Cardiff City | Aufstellung FC Liverpool gegen Cardiff City |
| 26. Februar 2012 um 16:00 Uhr in London (Wembley-Stadion) | | |              |                                             |
| Ergebnis: 2:2 n. V. (1:0, 1:1), 3:2 i. E.                 | | |              |                                             |
| Zuschauer: 89.041                                         | | |              |                                             |
| Schiedsrichter: Mark Clattenburg                          | | |              |                                             |